# 제1사단 (영국)
제1(영국)사단(1st (United Kingdom) Division)은 영국의 사단 편제 중 하나이다. 과거에는 제1기갑사단으로 잘 알려져 있었다. 1937년 11월 기동사단이라는 이름으로 편성된 이후 제2차 세계 대전 때에도 복무하였다. 그러나 전쟁 중인 1945년 1월 11일 폐지되었다. 1960년부터 영국 육군 내에서 편제를 복구시키려고 했고, 1976년 다시 완전히 편제에 들어가게 되었다. 영국 제1보병사단과는 다른 부대이다.

## 편성

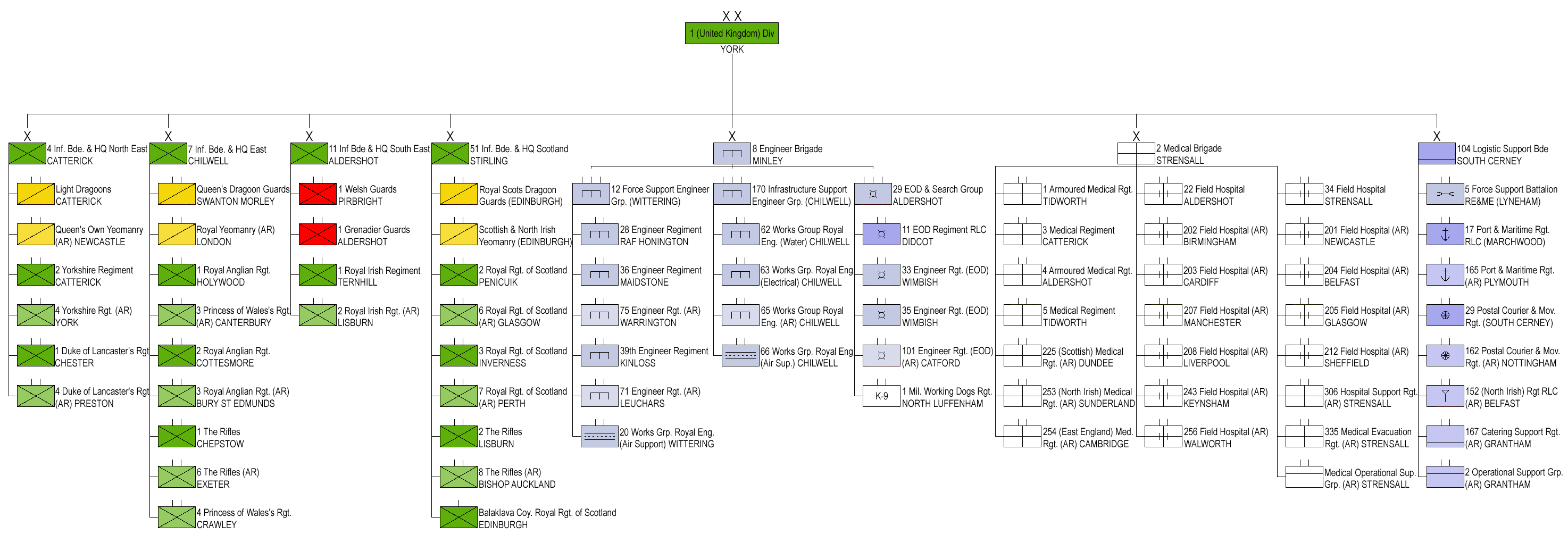
아마 2020 개선에 따른 제1(영국)사단의 2019년 구조

1937년 11월 사단은 아치볼드 몽고메리-매싱버드 경의 기획에 따라 창립되었다. 처음 이 부대는 "기동사단"으로 명명되었다. 사단장을 임명하는 데에 있어서 갈등이 빚어졌다. 전쟁부 장관은 왕립전차연대의 장교들이 전차를 사단의 주요 병력으로 남기고 싶어 했지만, 몽고메리-매싱버드 장군은 기병 장교를 원했다. 몽고메리-매싱버드의 지지자들은 사단의 전차적 요소들이 경전차로만 장비한 기병 연대의 형식을 띄어야 한다고 보앗고, 중전차와 전차 여단은 사단에서 배제되어야 한다고 주장했다. 포병에서 근무했던 제1대 앨런브룩 자작인 앨런 브룩 중장이 사단장으로 임명되면서 타협안이 도출되었다. 브룩이 진급하자 후임으로 기병 장교가 들어왔다.
기동 사단은 제1경기갑여단과 제2경기갑여단, 제1육군전차여단과 포병, 왕립 공병대와 왕립 신호대로 구성되어 있었다. 서류상으로는 620대의 기갑전투차량을 보유하고 있었지만, 80% 이상이 정찰차량이었고, 몇몇은 트럭과 비슷한 역할을 했다. 중전차들은 전차여단에 배치되어 있었고, 1938년 12월 순항전차가 배치되기 전까지 구식 중형전차들이 전차 여단에 배치되었다. 동시에 사단의 편제는 경기갑여단, 중기갑여단, 지원단으로 나누어져 있었다. 실제로는 사단이 구비하기에는 순항전차 수가 부족했기 때문에 경기갑여단과 중기갑여단의 전차 종류가 크게 다르지 않았다.

## 제2차 세계 대전
제2차 세계 대전 당시 불완전한 편제를 바탕으로 로저 에반스는 제1기갑사단을 이끌게 되었다. 당시 제1기갑사단은 영국 해외원정군의 일부로 1940년 5월 프랑스 공방전에 참전했다. 제2기갑여단과 제3기갑여단, 제1지원단으로 구성된 영국 제1기갑사단은 보병 지원이 없었으며 1940년 5월 14일 프랑스에 상륙했다. 프랑스 공방전에서 수많은 전차를 잃은 제1기갑사단은 6월 16일 솜 강 남쪽에서 다른 영국군 부대로부터 떨어진 채 영국으로 철수했다,.
1940년 8월 24일 제1대 노리 남작 윌러비 노리가 사단장이 되었다. 1941년 8월 27일까지 사단은 독일의 침공에 대비해 영국에서 침략 대비 훈련을 맡았다. 이후 허버트 럼스덴이 지휘권을 인계받았고, 이들은 이집트로 떠나 1941년 11월 13일에 도착했다. 사단장 럼스덴이 부상을 입은 뒤, 프랭크 메저비가 사단장 직을 1942년 1월 인수받았고, 3월에 럼스덴이 복귀하면서 메저비는 럼스덴에게 사단장 직을 반납했다. 제1기갑사단은 육군원수 에르빈 롬멜에 맞서 북아프리카 전역의 많은 전투에 참전했는데, 가잘라 전투, 메사 마트루스 전투, 제1차 엘 알라메인 전투, 제2차 엘 알라메인 전투, 테바가 포위전, 마레스선 전투, 튀니지 전역 등이 있다.
1943년 5월 튀니지 전역이 거의 끝날 무렵 250,000명에 달하는 독일 육군과 이탈리아 육군 병사들이 포로가 되었기 때문에 1944년 5월까지 제1기갑사단은 북아프리카에 남게 되었다. 제1기갑사단 중 유일하게 제18보병여단만 안치오 상륙 작전에 참여했고, 나머지 전 부대는 5월 말이 되어서야 이탈리아 전역에 참여하게 되었다.
제1기갑사단은 엘 알라메인 전투에서 싸운 영국 사단 중 유일하게 영국 제8군 사령부 휘하로 재편입된 부대였다. 고딕선 돌파전에서 제2기갑여단은 코리아노 전투에서 심각한 피해를 입었는데 52대의 전차 중 31대의 전차를 잃었다. 리처드 헐이 영국 육군의 참모총장이 되어 1944년 8월부터 이탈리아 전역 일부를 이끌게 되었다. 그러나 사단은 손실을 대체할만한 물자가 부족했기 때문에 곧 쪼개지게 되었다. 제2기갑여단은 독립여단이 되었고, 제18보병여단은 해체되어 다른 영국 사단들의 손실을 보충했다. 1945년 1월 11일 사단은 공식적으로 해체되었다.

## 전후
1960년대가 되어서야 제1기갑사단은 영국 육군에 재등장한다. 서독의 베르덴 안 데르 알러에 위치한 라인강 주둔 영국군의 일원이었는데 제1보병사단이 해체된 이후 영국 제1사단으로 재편성되었다.
1970년대 사단은 제7기갑여단과 제22기갑여단으로 구성되어 있었다. 1976년 영국 육군은 사단을 제1기갑사단으로 재명명했고, 1978년부터 영국 제1군단과 함께 복무하게 되었다.1970년대 말 2개의 임무부대로 재조직된 이후, 1980년대 제1기갑사단은 제7기갑여단, 제22기갑여단과 더불어 제12기갑여단도 휘하 편제로 들어가게 되었다. 사단 뱃지는 1983년 제작되었으며 제2차 세계 대전 당시 제1기갑사단의 코뿔소 뱃지와 제1보병사단의 붉은 삼각형 선봉 뱃지를 합친 것이다.

## 걸프 전쟁
1990년 영국 육상병력을 지휘하기 위해 제1기갑사단은 사우디아라비아에 배치되었다. 제4기갑여단과 제7기갑여단이 휘하 편제였다. 전쟁이 격화되면서 영국 제1기갑사단은 미국 제7군단 휘하 편제로 들어가게 되었으며, 이라크 공화국 수비군을 격파하는데 일조했다. 제1기갑사단은 노포크 전투에 참여했다. 제1기갑사단은 이라크 T-55 전차를 여럿 파괴했다. 48시간의 전투 끝에 사단은 4개의 이라크 보병사단을 격멸하거나 포위했고, 이라크 제52기갑사단을 돌파했다. 97시간 동안 제1기갑사단은 217마일을 주파했고, 이 과정에서 300대의 전차를 파괴하거나 노획하고 다수의 차량을 파괴했다.

## 21세기
2015년 6월 1일, 사단은 요크의 임팔 막사로 이사하였다.

## 편성
- 제4보병여단 및 동북부본부
- 제7보병여단 및 동부본부
- 제11보병여단 및 동남부본부
- 제38(아이리시)여단
- 제42보병여단 및 서북부본부
- 제51보병여단 및 스코틀랜드 본부
- 제160보병여단 및 웨일스 본부
- 제8공병여단
- 제2의무여단
- 제104군수지원여단

### 전투 서열
- 영국 육군의 1939년 9월 전투 서열
- 영국 원정군의 1940년 전투 서열
- 가잘라 전투
- 제2차 앨 알라메인 전투
- 1943년 4월 20일
- 1943년 5월 4일
- 바다 사작 작전
- 마레스선 전투
- 와디아카리트 전투
- 고딕 전선
- 그란비 작전
- 걸프 전쟁
- 텔릭 작전

## 계보
- 1937년 11월, Mobile Division
→기동사단
- 1938년, 1st Armoured Division
→제1기갑사단
- 1960년, 1st Division
→제1사단
- 1976년, 1st British Armoured Division
→제1브리티시 기갑사단
- 2014년 7월, 1st (United Kingdom) Division
→제1(영국)사단

## 같이 보기
- 제1보병사단 (영국)
- 제1기병사단 (영국)

## 참고

### 인용
1. ↑  AFV Profile Book No. 2 British and Commonwealth Armoured Formations (1919–1946) Profile Publishing p24
2. ↑  AFV Profile Book No. 2 pp24–25
3. 1 2 3 4 5  Joslen 1960, 13쪽.
4. 1 2 3  Chappell 1986, 12쪽.
5. 1 2 3  Joslen 1960, 15쪽.
6. ↑  Joslen 1960, 14쪽.
7. ↑  Blaxland 1979, 167쪽.
8. ↑  Blaxland 1979, 182쪽.
9. ↑  Blaxland 1979, 202-203쪽.
10. ↑  British Army Units
11. ↑  Watson, Graham (2005). “The British Army in Germany: An Organisational History 1947-2004”. Tiger Lily. 95쪽.
12. ↑  “Shiel Barracks”. BAOR Locations. 2015년 8월 3일에 원본 문서에서 보존된 문서. 2015년 10월 27일에 확인함.
13. ↑  Black, Harvey. “The Cold War Years. A Hot War in reality. Part 6.”.
14. ↑  “Badge, formation, 1st Armoured Division & 2nd Armoured Brigade”. Imperial war Museum. 2017년 10월 23일에 확인함.
15. ↑  Order of Battle for VII Armoured Corps
16. ↑  Bourque 2001, 260쪽.
17. 1 2  Bourque 2001, 275쪽.
18. ↑  “Challenger 1 Main Battle Tank”. Global Security. 2017년 10월 25일에 확인함.
19. ↑  Bourque 2001, 377쪽.
20. ↑  “Homecoming of a Yorkshire general”. The Press. 2015년 6월 4일. 2015년 8월 10일에 확인함.
21. ↑  “Army basing plan” (PDF) (영어). Ministry of Defense. 2013년 3월 5일. 2020년 7월 11일에 확인함.
22. ↑  “Army 2020 Report” (PDF) (영어). Ministry of Defence. 2013년 7월 12일에 확인함.
23. ↑  “Division Redesignated to 1 (UK) Division” (영어). Ministry of Defence. 2014년 7월 21일에 확인함.

### 자료
- Joslen, Lieutenant-Colonel H.F (1960). 《Orders Of Battle Second World War 1939–1945》. Naval & Military Press Ltd. ISBN 978-1-84342-474-1.
- Chappell, Mike (1986). 《British battle insignia: 1939–45》 2. Osprey. ISBN 978-0-85045-727-8.
- Bourque, Stephen A. (2001). 《Jayhawk! The 7th Corps in the Persian Gulf War》. Center of Military History, United States Army. LCCN 2001028533. OCLC 51313637.
- Bourque, Stephen A.; Burdan, John (2007). 《The road to Safwan the 1st Squadron, 4th Cavalry in the 1991 Persian Gulf War》. Denton, Tex: University of North Texas Press. ISBN 9781574412321.
- John Sutton, 편집. (1998). 《Wait for the Waggon: The Story of the Royal Corps of Transport and its Predecessors 1794–1993》. Barnsley: Leo Cooper. ISBN 0-85052-625-6.
- Blaxland, Gregory (1979). 《Alexander's Generals, the Italian Campaign 1944–45》 (영어). W. Kimber. ISBN 9780718303860.